# Hieracium adeneimonides
Hieracium adeneimonides es una especie de planta con flor del género Hieracium, de la familia Asteraceae, orden Asterales.

## Distribución
Hieracium adeneimonides se distribuye por Noruega.

## Taxonomía
Fue descrita científicamente por Omang. Fue publicada en Skr. Norske Vidensk.-Akad. Oslo, Mat.-Naturvidensk. Kl. 1927(4): 99 (1927).